# جست كوز 3
جست كوز 3 (بالإنجليزية: Just Cause 3) هي لعبة فيديو من نوع أكشن-مغامرات وعالم مفتوح، صدرت بتاريخ 1 ديسمبر 2015، متوفرة على أجهزة ويندوز وبلاي ستيشن 4 وإكس بوكس ون. اللعبة من تطوير أفالنش ستوديوز ونشر سكوير إنكس، حيث تم الإعلان عنها في 11 نوفمبر 2014. هي اللعبة الثالثة في سلسلة جست كوز. أعلن رسميا عن تعريب اللعبة بالكامل وهي الأولى من السلسلة التي وفرت اللغة العربية.

## موجز
بعد عدة سنوات من أحداث جست كوز 2، يترك ريكو رودريغيز الوكالة ويعود إلى موطنه ميديشي، وهي جزيرة خيالية في البحر الأبيض المتوسط تحت سيطرة الجنرال الدكتاتور دي رافيلو الذي يطمح إلى السيطرة على العالم. هادفا لمنعه من تحقيق ذلك، ريكو يذهب في رحلة لتدمير مخططاته الشريرة.

## اللعب

### الشخصيات
- ريكو رودريغيز: عميل أمريكي يحاول إسقاط ديكتاتور ميديشي ويعيد الارض الى الثوار .
- ديما علي عمر المصري: عالمة ريكو انقذها في الجزء سابق.
- سبستيان دي رافيلو: جنرال وديكتاتور عنيف يريد السيطرة على ميديشي بالكامل.
- ماريو : صديق ريكو منذ الطفولة ومساعده في حرب تحرير ماديتشي
- روزا منويلا : الرئيسية الشرعية للبلاد أطاح بها سبستيان دي رافيلو في انقلابه وسوف تعود للحكم بعد تحرير ماديتشي
- تيو وأنيكا : هم من مجموعة المهربين وغير منضمين إلى الثوار لكنهما يعتبران من أعداء سبستيان دي رافيلو لهذا سوف يتحالفان مع ريكو وبقية الثوار

### أرخبيل ميديشي
أرخبيل ميديشي هي المنطقة التي تدور فيها احداث اللعبة تتمتع ميديشي بتشكيلة واسعة من البيئات الطبعية المختلفة، حيث يستطيع اللاعب مشاهدة السواحل الصخرية والرملية، ومشاهدة حقول الخزامى وعباد الشمس والغابات. وقد أراد الاستوديو حسب تصريحه ان تكون شبيهة باليونان وصقلية.

علم دولة ميديشي الخيالية

## الاستقبال
يتم توفير مجموعة متنوعة من الأدوات للاعبين لاجتياز اللعبة. تظهر ميزات التوقيع Just Cause 2 - خطاف التصارع والمظلة - مع ميكانيكا محسنة. لا يزال التركيز على الفوضى والفيزياء مبالغ فيها. [3] وظهرت لعبة جديدة، والتي تم تجهيزها بشكل دائم من قبل ريكو، في اللعبة وتسمح للاعب أن ينزلق في جميع أنحاء العالم بطريقة أسرع بكثير. [5] عندما يصل اللاعب إلى الأرض تقريبًا أثناء استخدام wingsuit ، يمكنه سحب نفسه في الهواء باستخدام الكلاّب. [6] يمكن للاعبين التبديل بين استخدام المظلة وبذلة بحرية. [7] بالإضافة إلى المعدات المتوفرة، يتم تضمين مجموعة واسعة من الأسلحة، مثل قاذفات الصواريخ وأسلحة RPG ، [8] والمركبات، مثل الطائرات المقاتلة والطائرات والسفن والسيارات الغريبة، في اللعبة. [9] يمكن تخصيص هذه المركبات من قبل اللاعب ويمكن استخدامها كأسلحة. [10]
ميكانيكا اللعبة الأخرى تم تعديلها وتحديثها. على سبيل المثال، لدى ريكو القدرة على ربط وربط العديد من الكائنات مع خطافته، [9] مع زيادة كمية الحبال المتاحة من خلال تفعيل 'تعديل' اللعبة، التي يتم الحصول عليها من خلال إكمال التحديات. كما يعتبر القفز بالمظلات أكثر استقرارًا ويسمح للاعبين بتصوير الأعداء من الهواء. [11] يمكن للاعب أن يتصارع مع كل كائن وشخصية غير قابلة للعب في اللعبة، مع استخدام خطاف التصارع. [12] تم ترك العملة في اللعبة خارج Just Cause 3 ، مما يجعل الوصول إلى قطرات العرض أكثر سهولة ومبتكرة للاعب. ومع ذلك، هذا يؤثر على صعوبة. على سبيل المثال، إذا اختار اللاعب أن يركب دبابة، فإن العدو AI يضاهي قوة ذلك ويعتمد أسلحة قادرة على إنزال دبابة. [13] ميزة جديدة أخرى هي إعطاء الحرف C4 لانهائية. يمكن للاعب C4 أن يوزع في جميع أنحاء العالم من قبل اللاعب ولكن ثلاثة فقط في كل مرة، على الرغم من استخدام «تعديل» المميز في اللعبة، يمكن نشر ما يصل إلى خمسة. على عكس الأقساط السابقة التي تطلبت من اللاعبين شراء C4 ، تشرح Just Cause 3 هذا السلاح للسماح بمزيد من الفوضى. [13] في لعبة Just Cause 2 ، تمكن اللاعبون من الوقوف على السيارات المتحركة ولكن في المركز فقط. يسمح للاعبين بالتحرك بحرية في المركبات في Just Cause 3. [7] يتوقع من اللاعبين تحرير قواعد عسكرية وبلدات عسكرية معادية في اللعبة، وسيعملون كمواقع سفر سريعة بعد ذلك. [12]
يتم التركيز بشكل كبير على الإبداع والدمار في Just Cause 3 ، مع العديد من الأشياء في اللعبة، بما في ذلك الهياكل مثل الجسور والتماثيل، وتوفير مجموعة متنوعة من الطرق للتدمير. [6] [14] تم إدخال ميكانيكي جديد يدعى Rebel Drop. فهو يسمح للاعب بإيقاف اللعبة لتحديد المعدات والأسلحة والمركبات من خلال قائمة الإيقاف المؤقت. يتم إسقاط الكائنات المحددة في عالم اللعبة ويمكن استخدامها من قبل اللاعبين. [15] اللعبة أيضا ملامح طرق التحدي. ويشمل ألعاب مصغرة مثل سباقات wingsuit ودمى وضع الهيجان، حيث يتم فتح الأهداف والتحديات الجديدة عندما يقوم اللاعب بتدمير قاعدة عدو. [10] [16]
على الرغم من تعدد اللاعبين في لعبة Just Cause 2 التي حظيت باستقبال جيد من قبل اللاعبين، إلا أن اللعبة ظهرت فقط في لعبة متعددة اللاعبين غير متزامنة، حيث تم تضمين التحديات والمتصدرين بدلاً من أي وضع متعدد اللاعبين تعاوني أو تنافسي، حيث أراد الأستوديو تركيز قوته البشرية ووقته وموارده. خلق عالم اللعبة.
| استقبال |                                        |
| --- | -------------------------------------- |
| الدرجات الإجمالية المجموع نقاط غيم رانكينغز (PS4) 84.00% [ 6 ] (PC) 73.64% [ 7 ] (XONE) 76.00% [ 8 ] ميتاكريتيك (PS4) 82/100 [ 9 ] (XONE) 78/100 [ 10 ] (PC) 75/100 [ 11 ] نتائج المراجعة نشرة نقاط دستركتويد 8/10 [ 12 ] إلكترونك غيمينغ مونثلي 9/10 [ 13 ] غيم إنفورمر 8/10 [ 14 ] غيم سبوت 8/10 [ 15 ] غيمز رادار [ 16 ] جاينت بومب [ 17 ] آي جي إن 8/10 [ 18 ] بي سي غيمر (الولايات المتحدة) 67/100 [ 19 ] فيديو غيمر.كوم 6/10 [ 20 ] |                                        |
| الدرجات الإجمالية |                                        |
| المجموع | نقاط                                   |
| غيم رانكينغز | (PS4) 84.00% (PC) 73.64% (XONE) 76.00% |
| ميتاكريتيك | (PS4) 82/100 (XONE) 78/100 (PC) 75/100 |
| نتائج المراجعة |                                        |
| نشرة | نقاط                                   |
| دستركتويد | 8/10                                   |
| إلكترونك غيمينغ مونثلي | 9/10                                   |
| غيم إنفورمر | 8/10                                   |
| غيم سبوت | 8/10                                   |
| غيمز رادار | [ 16 ]                                 |
| جاينت بومب | [ 17 ]                                 |
| آي جي إن | 8/10                                   |
| بي سي غيمر (الولايات المتحدة) | 67/100                                 |
| فيديو غيمر.كوم | 6/10                                   |

تلقت جست كوز 3 مراجعات إيجابية من أغلب النقاد وحيث اشادو بنظام العالم مفتوح وميكانيكا الدمار وانتقدو مشاكل الأداء وانخفاض معدل الاطارات.

## وصلات خارجية
- جست كوز 3 على موقع IMDb (الإنجليزية)

- الموقع الرسمي